# Montecarlo (Itàlia)
Montecarlo és un comune (municipi) de la província de Lucca, a la regió italiana de la Toscana, situat uns 50 km a l'oest de Florència i uns 12 km a l'est de Lucca.

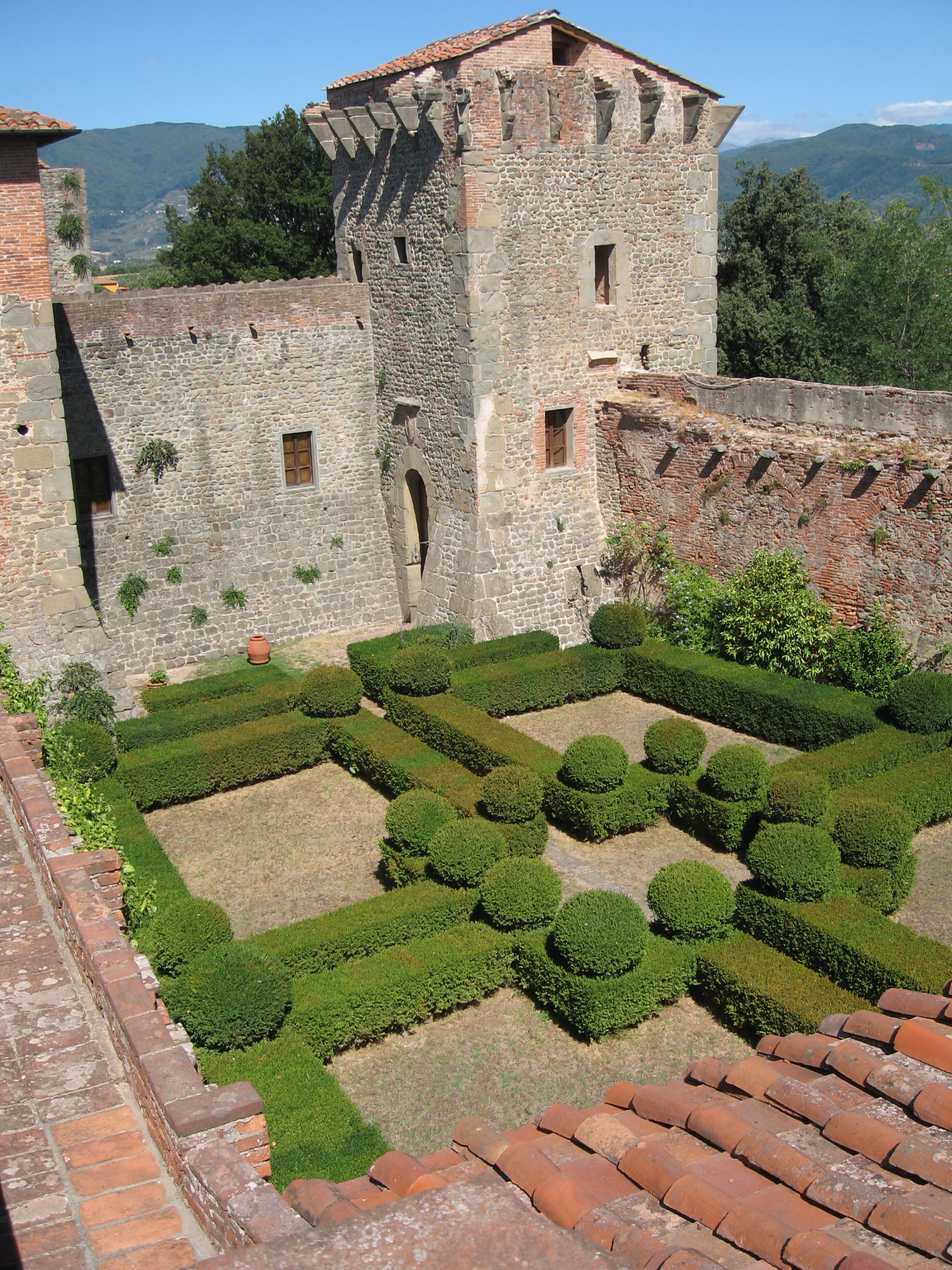
Castell (Rocca del Cerruglio) de Montecarlo.

## Història
El fort i el poble de Montecarlo va ser fundat el 1333 pel futur rei de Bohèmia i emperador del Sacre Imperi Romanogermànic Carles IV (Montecarlo en italià significa "muntanya de Carles"), que va alliberar la propera ciutat de Lucca de la República de Pisa. Tanmateix, un veritable assentament només va aparèixer després que la República de Florència destruís el castell de Vivinaia i les autoritats de la República de Lucca van traslladar la població al mateix turó del castell de Carles.
Montecarlo va ser una possessió de la República de Florència des de 1437.

## Llocs d'interès
- Sant'Andrea - Col·legiata construïda per primera vegada al segle xiv, però gran part de l'estructura, inclòs l'interior, va ser reformada el 1783. És l'edifici més alt del poble. La cripta conserva l'arquitectura romànica.
- San Piero in Campo - Pieve o "església parroquial rural" al peu del castell de Montecarlo. L'edifici, entre els primers esmentats en els documents medievals de Lucca, té un dels campanars més antics de tota la diòcesi de Lucca. L'església va ser completament reconstruïda al segle xii i una altra vegada després que el poble fos destruït al segle xiv.
- Rocca del Cerruglio - Castell.
- Teatro dei Rassicurati - Teatre fundat el 1795.

## Ciutats agermanades
Montecarlo està agermanat amb:
- Karlštejn, República Txeca, des de 2002
- Althen-des-Paluds, França, des de 2003
- Mylau, Alemanya, des de 2006